# Siler lewaense
Siler lewaense es una especie de arañas araneomorfas de la familia Salticidae.

## Distribución geográfica
Es endémica de Sumba (Indonesia).